# O Gud, som skapat vind och hav
O Gud, som skapat vind och hav är en psalm med text skriven 1957 av Tore Littmarck och bearbetades 1985. Musiken är skriven cirka 1675 av Severus Gastorius. Samma koral används till psalmerna På Gud, och ej på eget råd och Så långt som havets bölja går.

## Publicerad i
- Psalmer och Sånger 1987 som nr 350 under rubriken "Fader, Son och Ande - Treenigheten".[1]
- Psalmer i 90-talet som nummer 811 under rubriken "Fader, son och Ande".
- Verbums psalmbokstillägg 2003 som nr 712 under rubriken "Treenigheten".
- Sång i Guds värld Tillägg till Svensk psalmbok för den evangelisk-lutherska kyrkan i Finland 2015, som nr 828 under rubriken "Skaparen-befriaren-livgivaren".